# 工程學博士
工程學博士（Doctor of Engineering, DEng; Engineering Doctorate, EngD）是一種學位及榮譽學位，一般是指在大學工程學相關科系的研究所博士班畢業後可獲得之學位，但亦有純粹因工程學上的成就貢獻而獲得者。

## 國際同等的資格認證
遵循德國/美國教育模式的國家通常對授予PhD (Eng) 和 Doctor of Engineering 有類似的要求。在美國，常見的學位縮寫為 DEng/EngD、DEngSc/EngScD，而在德國則較常被稱為 Dr.-Ing 在荷蘭，常見的學位縮寫為 Professional Doctorate in Engineering (PDEng)，相當於 EngD[3]（自 2022 年 9 月 1 日起，荷蘭的 PDEng 頭銜已更名為 EngD）。